# 咚·嘜來來少年 ～Don't mind lay-lay-Boy～
《咚·嘜來來少年 ～Don't mind lay-lay-Boy～》（日語：ド·ン·マ·イ来々少年 ～Don't mind lay-lay-Boy～）是日本女歌手西尾悅子的個人總計第2張單曲。1989年10月25日由環球唱片（舊名Kitty Record）發行。

## 解說
標題曲「咚·嘜來來少年 ～Don't mind lay-lay-Boy～」是富士電視台電視動畫《亂馬1/2 熱鬥篇》於1989年10月開播時選用的第一首片尾主題曲。也是主唱者西尾悅子自同年4月發行的上一張單曲《別讓我成為潑婦》以來，連續2首都被選用作為《亂馬1/2》動畫系列主題曲的第2首商業搭配歌曲。
後來，1992年10月21日發行的動畫CD原聲帶《亂馬1/2 格鬥歌牌》收錄了角色歌曲的翻唱版本，由《亂馬1/2》的女主角天道茜的動畫版聲優日高範子主唱。

## 收錄歌曲
1. 咚·嘜來來少年 ～Don't mind lay-lay-Boy～（ ～Don't mind lay-lay-Boy～）
  - 作詞：森雪之丞（日语：森雪之丞），作曲：吉實明宏，編曲：森英治（日语：森英治）
  - 富士電視台電視動畫《亂馬1/2 熱鬥篇》片尾主題曲
2. 無法入眠的快樂結局
  - 作詞：飯島早苗（日语：飯島早苗），作曲：久保田寬，編曲：安西史孝
  - “自車”卡式錄音帶書「水描」主題歌曲

## 收錄專輯
| 曲名                                     | 收錄專輯                 | 發行日期       |
| ---------------------------------------- | ------------------------ | -------------- |
| 咚·嘜來來少年 ～Don't mind lay-lay-Boy～ | 亂馬1/2 閉幕的主題歌全集 | 1992年10月21日 |
| 咚·嘜來來少年 ～Don't mind lay-lay-Boy～ | 1/2 TV                   | 1999年3月17日  |